# New Life
«New Life» (англ. «Нове життя») — другий сингл гурту Depeche Mode з альбому Speak & Spell.

## Список треків
1. "New Life" – 3:43
2. "Shout!" – 3:44
3. "New Life (Remix)" - 3:58
4. "Shout! (Rio Mix)" - 7:31

| Диск | Це незавершена стаття про музичний альбом. Ви можете допомогти проєкту, виправивши або дописавши її. |